# اگری ولتاییک

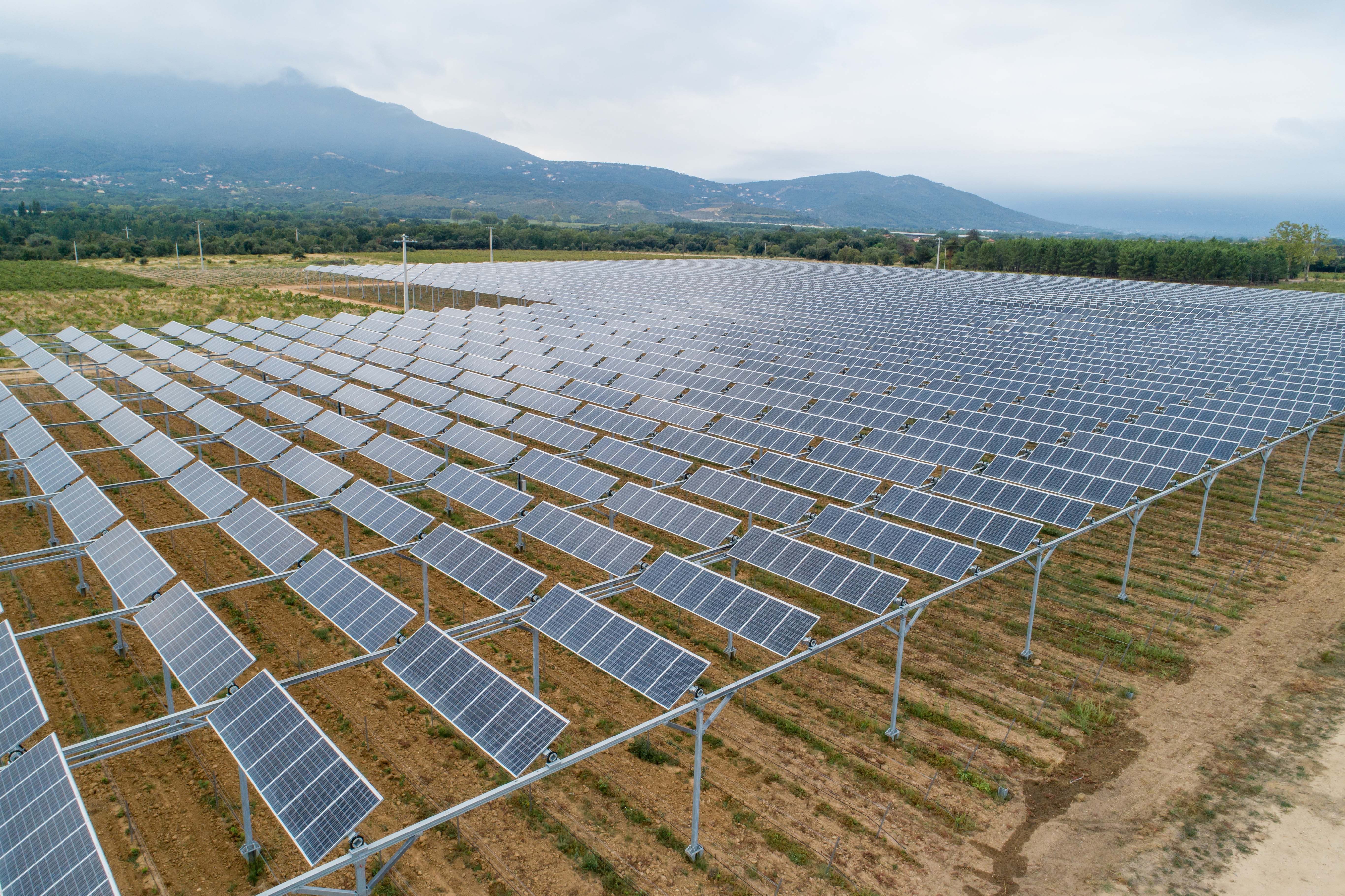
سیستم اگری‌ولتاییک در تاکستانی متعلق به شرکت Domaine de Nidolères، منطقه‌ی Tresserre در جنوب فرانسه

اگری‌ولتاییک (Agrivoltaics) به کاربرد دوگانه‌ی زمین برای کشاورزی و همزمان، تولید برق با استفاده از پنل‌های خورشیدی گفته می‌شود. این ایده که نخستین بار در سال 1981 توسط آدولف گوتزبرگر و آرمین زاسترو  در آلمان طرح شد به ویژه از دهه‌ی 2010 به این‌سو در کشورهای مختلف جهان مورد توجه جدی قرار گرفته و توسعه پیدا کرده است.
اصطلاح اگری‌ولتاییک که ترکیبی از agriculture (کشاورزی) و فتوولتاییک (photovoltaics،  تولید برق از نور) است، احتمالا نخستین بار توسط نویسندگان مقاله‌ای در سال 2011 به‌کار رفته و استفاده از آن به تدریج در اینترنت و سایر منابع رایج شده است. این تکنیک با نام‌های دیگری نیز شناخته می‌شود؛ از جمله اگری‌سولار، اگری‌فتوولتاییک (یا به طور خلاصه Agri-PV) و اشتراک‌گذاری خورشیدی (solar sharing).

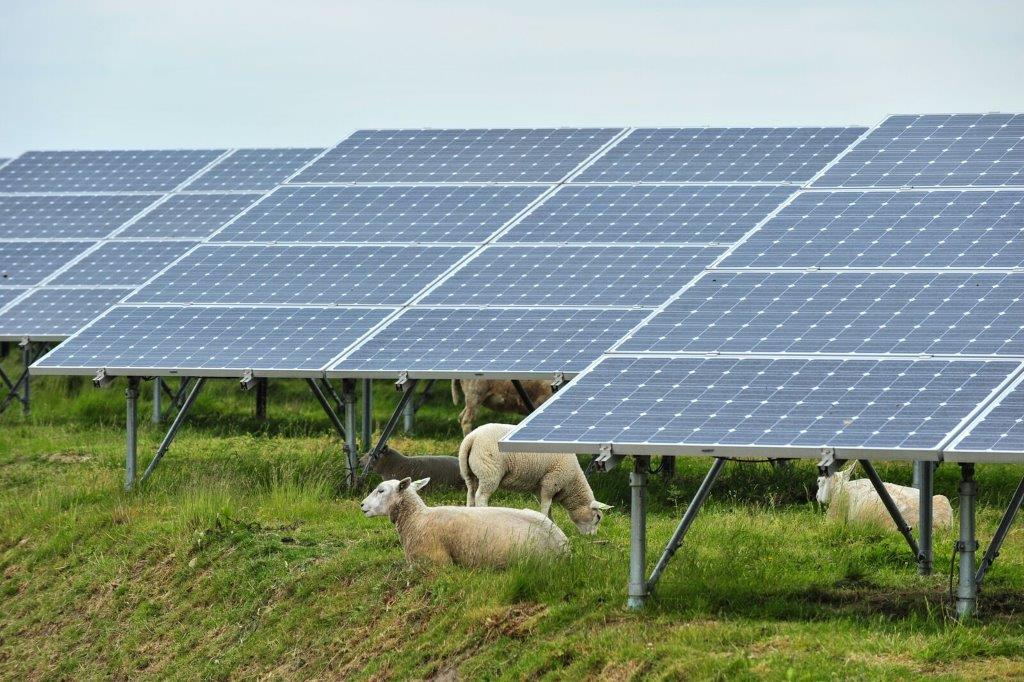
چرای گوسفندان زیر پنل‌های خورشیدی در بلژیک

در این روش صفحات خورشیدی و گیاه کشت‌شده (معمولا زیر آنها) نور خورشید را به اشتراک می‌گذارند و ازهمین‌رو در طراحی سیستم‌های اگری‌ولتاییک، سعی بر این است که ضمن تولید برق خورشیدی، عملکرد یا بازده محصول نیز حفظ گردد. در بسیاری موارد، به دلیل اثر سایه‌ی پنل‌های خورشیدی در حفظ رطوبت خاک و کاهش تنش‌های ناشی از دمای بالا و آسیب اشعه‌ی فرا بنفش، بازده محصول می‌تواند افزایش یابد.
اگرچه ایده‌ی اصلی اگری‌ولتاییک، قرارگیری پنل‌های خورشیدی بالای محصول کشاورزی/باغی است (چه به شکل پنل‌های شفاف روی سقف گلخانه‌ها و چه صفحات خورشیدی عادی روی استراکچر)، با این حال تعریفی گسترده‌تر از آن می‌تواند چرای دام در لابلای صفحات خورشیدی نصب شده روی زمین و یا حتی نصب پنل‌های خورشیدی روی سقف ساختمان‌ها و تأسیسات مرتبط با کشاورزی/دامداری را نیز شامل شود.

## طراحی سیستم اگری‌ولتاییک

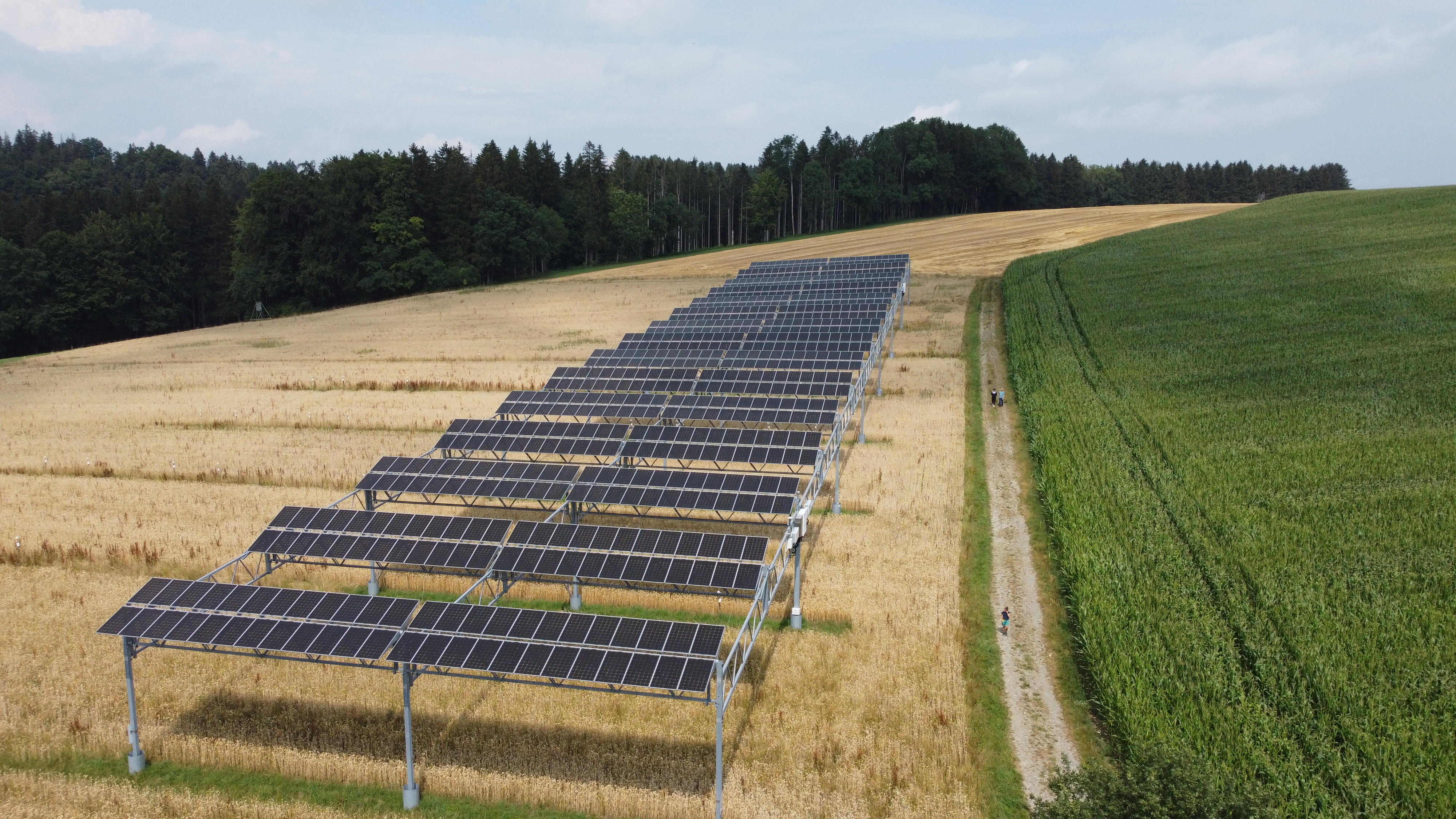
طرح آزمایشی اگری‌ولتاییک توسط موسسه‌ی فرانهوفر واقع در مزرعه‌ اشتراکی هگلباخ (Heggelbach) در جنوب آلمان. این نیروگاه خورشیدی 194 کیلوواتی در سال 2015/2016 برای بررسی کیفیت و عملکرد محصولات کشاورزی مختلف که زیر صفحات خورشیدی کشت می‌شوند راه‌اندازی شد. پنل‌ها در ارتفاع دست‌کم 5 متری از سطح زمین با ستون‌هایی که از هم فاصله دارند نصب شده‌اند تا ماشین آلات کشاورزی بتوانند در زیر آنها کار کنند.

سه نوع کلی از اگری‌ولتاییک در حال تحقیق و توسعه است:
- صفحات خورشیدی نصب‌شده روی زمین با فاصله و بین ردیف‌های محصولات زراعی (و باغی)
- صفحات خورشیدی قرار گرفته در ارتفاعی مناسب بالای محصول
- صفحات خورشیدی گلخانه‌ای

متغیرهای مختلفی در هر سه روش بر میزان انرژی خورشیدی جذب‌شده توسط پنل‌ها و محصول کشت‌شده تأثیر می‌گذارند. متغیرهای اصلی معمولا جهت جغرافیایی نصب پنل‌های خورشیدی و همین‌طور زاویه‌ی آنها با سطح افق است. دیگر متغیرها شامل ارتفاع پنل‌ها، شدت و زاویه‌ی تابش خورشید، آب‌وهوای منطقه و نوع محصولات انتخابی است.
گوتزبرگر و زاسترو در مقاله‌ی اولیه‌ی خود در سال 1982 تعدادی ایده در مورد چگونگی بهینه‌سازی تاسیسات اگری‌ولتاییک در آینده مطرح کردند:
- قراردادن پنل‌های خورشیدی رو به جنوب برای پنل‌های ثابت یا شرقی-غربی برای پنل‌هایی که روی یک محور رو به خورشید می چرخند؛
- تنظیم فاصله‌ی بین صفحات خورشیدی برای رسیدن نور کافی به محصول؛
- بالابردن ارتفاع نصب پنل‌های خورشیدی برای همگن‌سازی میزان آفتاب دریافتی زمین.

در کنار تأسیسات آزمایشی/تحقیقاتی، اغلب یک زمین (منطقه‌ی) مرجع (یا شاهد) با محصول مشابه کشت می‌شود تا بتوان تأثیر اگری‌ولتاییک بر بازدهی محصول را به شکل مقایسه‌ای بررسی کرد.

## مزایای اگری‌ولتاییک
استفاده‌ی دوگانه از زمین برای کشاورزی و تولید انرژی ضمن افزایش کلی بهره‌وری می‌تواند رقابت بر سر منابع زمین را کاهش دهد. به بیان دیگر، فشار برای تغییر کاربری زمین‌های مستعد کشاورزی یا عرصه‌های طبیعی به مزارع خورشیدی و یا تبدیل مناطق طبیعی دست‌نخورده به زمین‌های کشاورزی را کمتر کند.

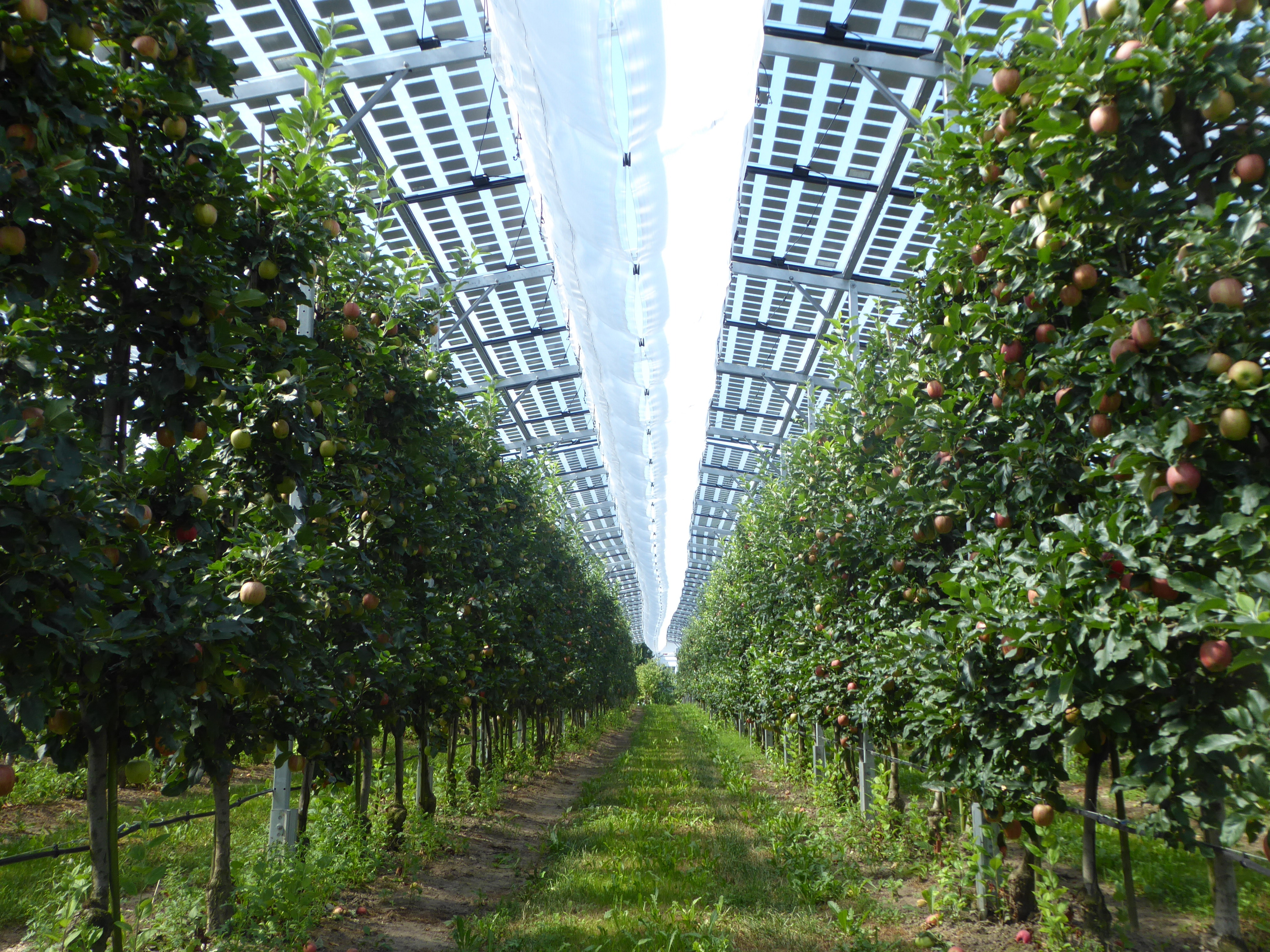
اگری‌ولتاییک با پرورش درخت سیب در نزدیکی Kressbronn، جنوب آلمان

از جنبه‌ی تأثیر بر کمیت و کیفیت محصول، تأسیسات اگری‌ولتاییک می تواند به شکلی طراحی شود که خورداقلیم (microclimate) ایجاد شده زیر صفحات خورشیدی در مقایسه با اقلیم طبیعی منطقه برای رشد گیاه مساعدتر باشد. این کارکرد احتمالا در مناطق یا کشورهایی با بارش کم یا ناپایدار، محدودیت در امکان آبیاری و نوسانات دمایی شدید مؤثرتر است. سایه‌ی حاصل از صفحات خورشیدی منجر به کاهش تبخیر آب از سطح گیاه و خاک شده و با کاهش تنش دمایی وارده به گیاه بر اثر تابش شدید آفتاب، می‌تواند ثمردهی بسیاری از محصولات کشاورزی و باغی را افزایش دهد. در همین راستا تحقیقات فراوانی در کشورهای مختلف با هدف بهینه‌سازی سیستم‌های اگری‌ولتاییک برای محصولات مختلف در حال انجام است که در ادامه به نمونه‌هایی از آنها اشاره می‌شود.
به‌طور خلاصه می‌توان این مزایا را برای اگری‌ولتاییک برشمرد:
- توسعه‌ی بهینه‌ی انرژی تجدیدپذیر برق خورشیدی با توجیه اقتصادی بهتر و اثرات مثبت زیست‌محیطی؛
- افزایش بهره‌وری از زمین و ایجاد تنوع درآمد برای کشاورزان که خود اثرات مثبت اقتصادی و اجتماعی فراوانی به دنبال دارد؛[۳]
- کاهش مصرف آب کشاورزی به دلیل اثر سایه‌ی صفحات خورشیدی بر تبخیر کمتر از سطح گیاه و دوام بیشتر رطوبت خاک؛
- بهبود عملکرد در محصولاتی که وابسته به تابش زیاد آفتاب نیستند؛ از طریق کنترل اثرات منفی تابش مستقیم آفتاب، شامل آسیب اشعه فرابنفش و تنش دمایی وارده به گیاه؛
- عملکرد صفحات خورشیدی مانند حفاظی در برابر تگرگ، باران شدید و شبنم منجمد (که از عوامل یخ‌زدگی گیاه است)؛
- اثر خنک‌کنندگی زمین کشت‌شده بر صفحات خورشیدی که باعث بهبود بازدهی پنل‌ها در فصول گرم می‌شود؛[۷]
- کاهش هزینه‌هایی از قبیل نگهبانی و نگهداری از نیروگاه خورشیدی به‌واسطه‌ی حضور افراد شاغل در کشاورزی؛
- تولید برق محلی نزدیک به جمعیت‌های پراکنده روستایی که باعث افزایش بازدهی از جنبه‌ی انتقال و توزیع می‌شود (در مقایسه با نصب نیروگاه خورشیدی در نقاط کویری و بیابانی و دور از شبکه‌ی اصلی برق).

در کنار مزایای فوق، توسعه‌ی اگری‌ولتاییک می‌تواند انعطاف‌پذیری سیستم‌های تولید غذا و انرژی را تحت فشارهای محیطی از قبیل گرما و خشکسالی افزایش دهد. روند رو به خشکیدگی بسیاری از مناطق زمین که با فرایند تغییرات اقلیمی تشدید شده است، اهمیت استفاده‌ی بهینه از زمین‌های کشاورزی و منابع آبی در دسترس را دوچندان کرده است. در شرایطی که فشار بر منابع زمین از حد پایدار (sustainable) عبور کرده است و از سوی دیگر بر ضرورت جایگزینی سوخت‌های فسیلی با انرژی‌های تجدیدپذیر تأکید می‌شود، اگری‌ولتاییک می‌تواند از جمله بهینه‌ترین راهکارها باشد.
برخی محصولات کشاورزی و باغی که به طور سنتی بخش مهمی از تولید کشاورزی مناطق خاصی بوده‌اند بر اثر روند گرمایش اقلیم در دهه‌های اخیر دچار افت بازدهی و کیفیت شده یا بعضاً بی‌صرفه شده‌اند. به عنوان مثال انگور شراب‌سازی که کاشت آن در بسیاری از مناطق ایتالیا، فرانسه و اسپانیا به‌صورت دیم و وابسته به بارش منظم باران در فصل رشد است، تحت تأثیر دوره‌های خشک و گرم طولانی‌تر و بیشتر، دچار افت کیفیت و بازدهی شده است. راهکارهایی که بعضاً اعمال می‌شوند، مانند افزودن سیستم آبیاری و یا اساسا تعویض نوع تاک به گونه‌های مقاوم‌تر در برابر گرما و کم آبی، معمولا پرهزینه و ناسازگار با محیط زیستند. همین امر باعث اقبال بیشتر به تحقیق و سرمایه‌گذاری روی اگری‌ولتاییک و بهره‌بردن از اثرات مثبت آن شده است. در ادامه‌ی این مقاله، به نمونه‌هایی از نتایج موفق استفاده از اگری‌ولتاییک در مزارع انگور فرانسه اشاره شده است.

## معایب اگری‌ولتاییک
معایب چندی برای اگری‌ولتاییک برشمرده می‌شوند که دسته‌ای از آنها بستگیِ زیادی به نحوه‌ی طراحی آن، شرایط اقلیمی و نوع محصول انتخابی دارد. مواردی از کاهش عملکرد برخی محصولات در طرح‌های آزمایشی اگری‌ولتاییک -عمدتاً در شمال اروپا- گزارش شده است. با این حال، به دست آوردن تصویری جامع از تأثیر ادغام اگری‌ولتاییک با محصولات مختلف نیازمند تحقیقات بیشتر با محصولاتی متنوع‌تر به‌ویژه در مناطقی است که اقلیم گرم و خشک‌تری دارند. در همین راستا، همانطور که در ادامه می‌آید، موارد زیادی از بهبود بازدهی محصول (به ویژه انواع سازگارتر با سایه) در مناطق و کشورهای مختلف گزارش شده و تحقیقات برای بهینه‌سازی این روش در ترکیب با محصولات متنوع در جریان است.
اگری‌ولتاییک محدودیت‌ها و نقاط ضعفی از جنبه‌ی عملی و فنی دارد که این موارد در رأس آنهاست: نیاز به مصالح و مواد اولیه‌ی بیشتر برای استراکچر تأسیسات و در نتیجه هزینه‌ی ابتدایی بالا و نیز چالش‌ها در ادغام آن با انواع مختلف زمین‌های کشاورزی و باغی. این نقاط ضعف را می‌توان با برخی راهکارها تا حدودی جبران کرد، از جمله طراحی بهینه‌ی استراکچر، استفاده از مواد سازگارتر با محیط زیست (مانند چوب) و ادغام آن با روش‌هایی مانند داربست‌بندی که در بسیاری از مناطق برای افزایش بازدهی محصولات مختلفی چون خیار، انگور، گوجه فرنگی، کیوی، نخود فرنگی، لوبیا، انواع کدو و توت‌فرنگی استفاده می‌شود.
وجود پنل‌ها ممکن است توزیع یکنواخت آب باران را مختل کند. بااین‌حال، طراحی مناسب شامل انتخاب بهینه‌ی ارتفاع، زاویه و فاصله‌ی پنل‌ها در تناسب با ردیف‌های کاشت و نیز راهکارهایی چون شیب‌بندی مناسب و بازتوزیع آب جاری‌شونده روی پنل‌ها امکان می‌دهد که با مدیریت بهتر آب باران، آن را به جای تنها خیس‌کردن سطح زمین به عمق خاک رساند. همه‌ی این موارد نیاز به کار تحقیقاتی روی محصولات مختلف و تلاش برای بهینه‌سازی در طراحی و کاشت دارد.
نصب سیستم اگری‌ولتاییک علاوه بر هزینه‌ی اولیه، به دلیل نیاز به نگهداری (تمیزکاری پنل‌ها، تعمیرات احتمالی و...) هزینه‌های جاری کشاورزان و باغداران را نیز افزایش می‌دهد. البته تحقیقی در آلمان نشان داده که این افزایش هزینه‌های جاری، محدود به 3% بوده است. در همین راستا، جلب اعتماد کشاورزان برای سرمایه‎‌گذاری در اگری‌ولتاییک و اطمینان از بهره‌وری بلندمدت آن، بستگی زیادی به سیاست‌ها و مشوق‌های دولتی دارد (از جمله قیمت خرید برق خورشیدی). اعمال سیاست‌هایی چون اصلاح الگوی کشت بسته به شرایط اقلیمی هر منطقه در کنار فرهنگ‌سازی در راستای جلب مشارکت جوامع محلی و تشویق کشاورزان برای تغییر روش‌ها می‌تواند راهگشا باشد.

## تحقیق و توسعه
تحقیق و توسعه‌ی مستمر برای بهینه‌سازی سیستم‌های اگری‌ولتاییک ضروری است. این امر از پیشرفت‌ در فناوری ساخت پنل‌های خورشیدی تا شیوه‌های آبیاری و روش‌های مدیریت محصول در شرایط اقلیمی مختلف را شامل می‌شود.
تحقیقات مختلفی در زمینه‌ی مدیریت سایه و تنظیم شدت نور دریافتی پنل‌ها و گیاه زیر آنها در جریان است؛ از جمله استفاده از پوشش پلیمری رنگی و چندلایه در ساخت پنل‌های خورشیدی که طول موج‌های طیف نور را به‌صورت انتخابی جذب و توزیع می‌کند. در این فناوری طول موج‌های نزدیک به مادون قرمز بر روی سلول‌های خورشیدی تابانده شده و آن دسته از طول موج‌های نور مرئی که فتوسنتز را در گیاه فعال می‌کنند به سمت گیاه هدایت می‌شوند.
بررسی خورداقلیم حاصل از سایه‌ی پنل‌ها و اثر آن بر محصولات مختلف موضوع بخش مهمی از تحقیقات است که می‌تواند طراحی سیستم و انتخاب محصول را بسته به شرایط اقلیمی هر منطقه بهینه کند.
استفاده از فناوری‌های پیشرفته‌ای مانند هوش مصنوعی در ترکیب با پنل‌های مجهز به ردیاب خورشیدی این امکان را می‌دهد تا زاویه پنل‌ها و در نتیجه میزان تابش آفتاب (و همین‌طور بارش مستقیم باران) روی محصول بسته به فصل، وضعیت آب‌و‌هوا و شدت تابش آفتاب به‌شکل مداوم تنظیم شده و شرایط را برای بهینه‌ترین ترکیب ممکن از تولید انرژی خورشیدی و محصول کشاورزی فراهم کند.
توسعه‌ی موفق و پایدار اگری‌ولتاییک در هر کشور مستلزم رویکردی چند رشته‌ای است که شامل همکاری بین متخصصان در زمینه‌های مختلفی چون کشاورزی، انرژی و محیط‌زیست و همچنین تعامل با جوامع محلی و سیاست‌گذاران است.

## اگری‌ولتاییک در کشورهای مختلف

### فرانسه
گلخانه‌های فتوولتاییک از آغاز دهه‌ی 2000 به‌صورت آزمایشی در فرانسه ساخته شده‌اند. طراحی و معماری این گلخانه‌ها به منظور پخش همگن نور و کاهش تضاد بین نوارهای نور و نوارهای سایه‌ی ایجاد‌شده توسط پنل‌های خورشیدی به مرور زمان بهینه شده است.
شرکت فرانسوی Sun'R (فعال در انرژی‌های تجدیدپذیر، به ویژه خورشیدی) از سال 2009 پروژه‌ای را با عنوان Sun'Agri با همکاری چند موسسه‌ی تحقیقاتی دولتی با هدف مطالعه‌ی اثر خورداقلیم ایجاد شده زیر پنل‌ها و بر اساس آن بهینه‌سازی طراحی سیستم‌های اگری‌ولتاییک آغاز کرده است. هم اکنون بزرگ‌ترین تأسیسات راه‌اندازی شده این پروژه، نیروگاهی با ظرفیت 2.2 مگاوات است که بر روی تاکستانی با مساحت 4.5 هکتار در منطقه Tresserre در جنوب فرانسه نصب گردیده. این مجموعه امکان مطالعه تأثیر اگری‌ولتاییک بر محصول انگور (و شراب تولید شده از آن) را در مقیاس بزرگ و شرایط واقعی میسر کرده است. پنل‌های خورشیدی در ارتفاع 4.2 متری و در راستای جنوب شرقی-شمال غربی نصب شده‌اند و حول محوری عمود بر آن امکان چرخش دارند. زاویه‌ی پنل‌ها بسته به موقعیت خورشید، شرایط جوی و آفتاب مورد نیاز تاک‌ها توسط الگوریتمی که از هوش مصنوعی بهره می‌برد تنظیم می‌شود. در نتایجی که Sun'Agri منتشر کرده است اثر سایه‌ی پنل‌ها بر کاهش مصرف آب تا 20 درصد و بهبود کیفیت انگور از جنبه‌ی افزایش میزان رنگدانه قرمز و اسیدیته در آن گزارش شده است. نتایج مشابهی از پروژه‌ی آزمایشی دیگری در زیرمجموعه Sun'Agri، شامل پنل‌های چرخان به ظرفیت 84 کیلووات نصب‌شده روی 600 متر مربع تاکستان در منطقه‌ی Piolenc در جنوب فرانسه منتشر شده است که تا 34% مصرف آب کمتر و کیفیت بهتر انگور را نشان می‌دهد.
شرکت نفتی توتال فرانسه در راستای عمل به وظایف زیست‌محیطی که دولت و سازمان‌های بین‌المللی برای سرمایه‌گذاری در انرژی‌های تجدیدپذیر برای شرکت‌های نفتی تعیین کرده‌اند، پروژه‌ای را با به‌کارگیری نوع جدید و جالبی از طراحی اگری‌وتاییک آغاز کرده است که در آن صفحات خورشیدیِ تحت فرمان هوش مصنوعی که رو به جنوب نصب شده‌اند، به جای تغییر زاویه، به‌صورت کشویی روی هم حرکت می کنند (باز و بسته می‌‌شوند).

### ژاپن
اگری‌ولتاییک در ژاپن با عنوان اشتراک گذاری خورشیدی (solar sharing) شناخته می‌شود. سیستم اگری‌ولتاییک متحرک نخستین بار در سال 2004 توسط آکیرا ناگاشیما در ژاپن طراحی و ساخته شد که امکان می‌داد اثر آن را روی چندین محصول آزمایش کرد. سازه‌های متحرک به کشاورزان امکان می‌دهد که تأسیسات را بر اساس تناوب زراعی و نیازهای خود حذف یا جابجا کنند.

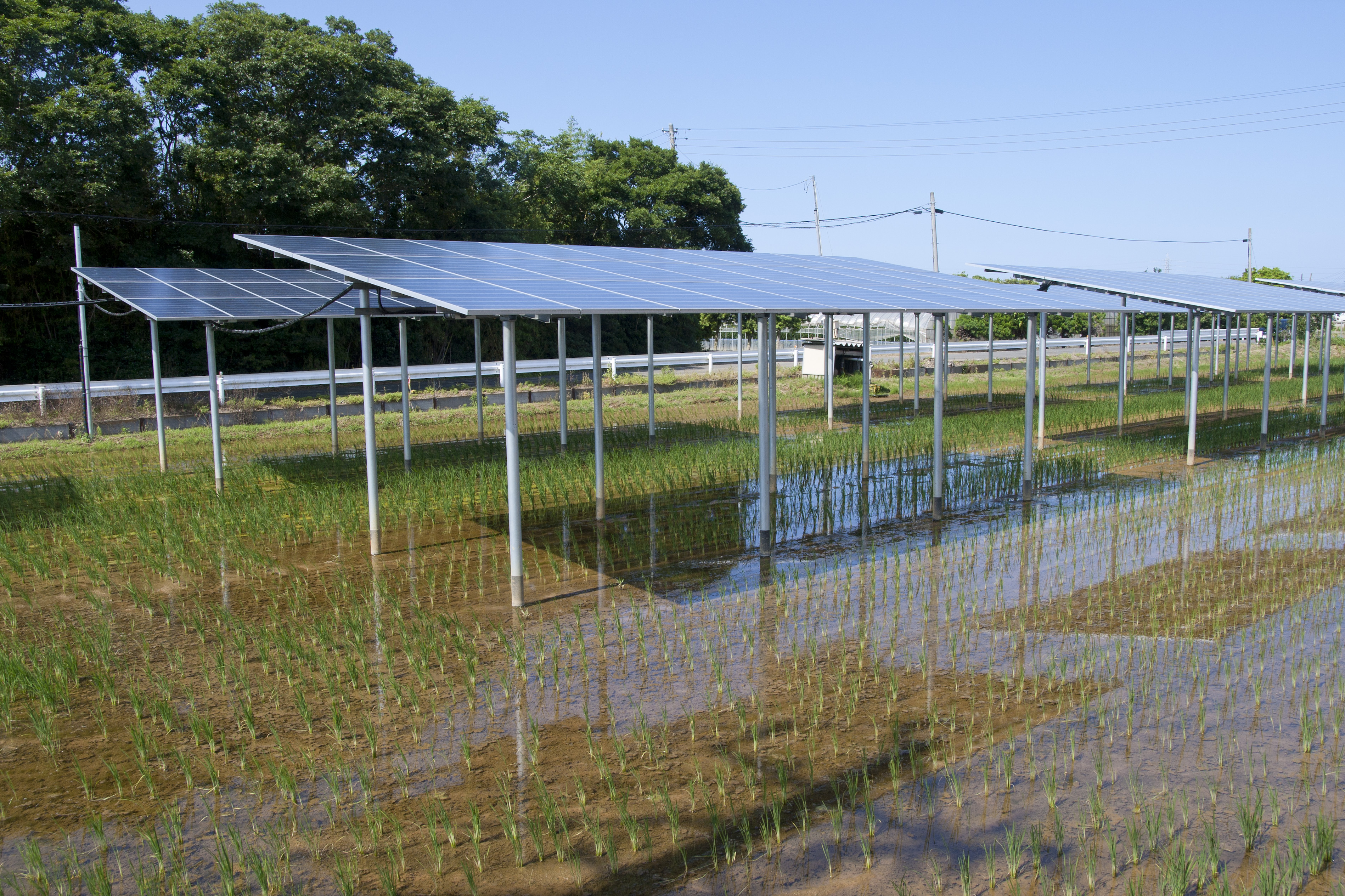
پنل‌های خورشیدی روی شالیزار در منطقه کامیسو (Kamisu)، شرق توکیو، ژاپن

طبق قوانین ژاپن، کشاورزان برای دریافت مجوز نصب پنل‌های خورشیدی روی یک زمین‌ کشاورزی موظف به حفظ دست‌کم 80 درصد از میزان تولید محصول در آن زمین هستند. درعین‌حال، مشوق‌ها و یارانه‌هایی که دولت ژاپن برای تولید انرژی محلی اعطا می‌کند به مالکان زمین امکان داده است تا از برق تولیدی با استفاده از سیستم‌های اگری‌ولتاییک نسبتاً سبک‌وزن و کم‌هزینه، درآمد بسیار بیشتری نسبت به کشاورزی صرف به‌دست آورند. هم‌اکنون حدود دو هزار مزرعه در ژاپن مجهز به پنل‌های خورشیدی شده‌اند که در آنها بیش از 120 نوع محصول مختلف کشت می‌شود، از جمله برنج، جینسنگ، انواع سبزیجات، زنجبیل، پیاز سبز و بلوبری.

### آلمان

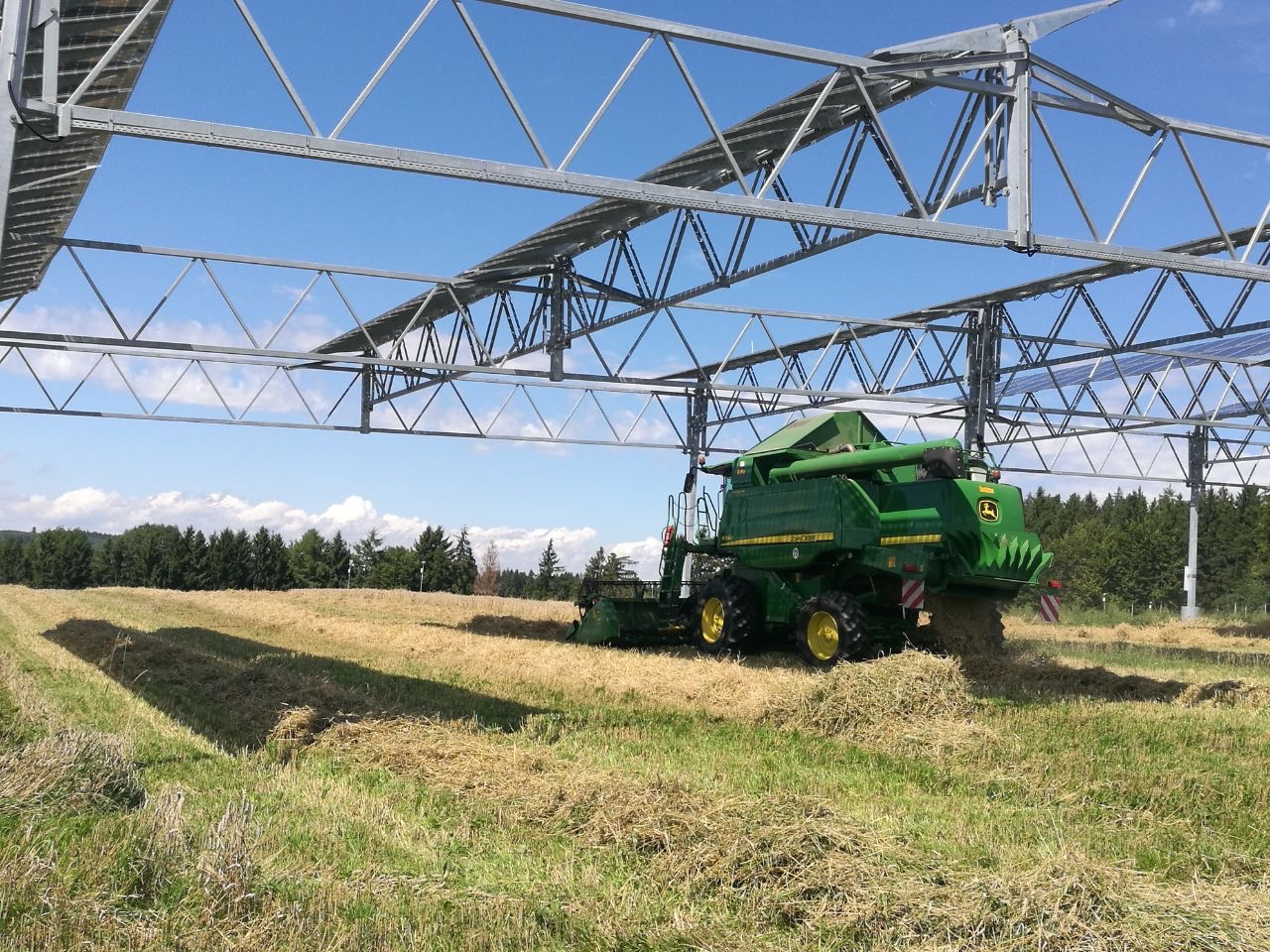
مزرعه هگلباخ در آلمان

اصطلاح رایج برای این روش در آلمان اگری‌فتوولتاییک است. کار تحقیقی از سال 2011 با هدف بهینه‌کردن استفاده‌ی همزمان از زمین کشاورزی برای تولید انرژی خورشیدی و تأثیر آن بر بازده محصولات مختلف آغاز شده و همچنان ادامه دارد. در این تحقیقات دانشگاه‌ها و مؤسساتی از جمله دانشگاه علمی-کاربردی Weihenstephan-Triesdorf و موسسه فرانهوفر برای سیستم‌های انرژی خورشیدی (Fraunhofer ISE) مشارکت دارند. از جمله تأسیسات آزمایشی ساخته‌شده می‌توان به مجموعه‌ای 14 کیلوواتی در دانشگاه Weihenstephan (واقع در شمال مونیخ) با کشت محصولاتی چون سیب زمینی و انواع مختلف کاهو و نیز مزرعه‌ی اشتراکی هگلباخ (Heggelbach) در جنوب آلمان با 194 کیلووات ظرفیت نصب‌شده اشاره کرد. پنل‌های خورشیدی در مزرعه‌ی هگلباخ رو به جهت جنوب‌غربی و در ارتفاع حداقل پنج متری زمین نصب شده‌اند تا امکان حرکت ماشین آلات معمول کشاورزی از جمله کمباین در زیر آنها فراهم باشد. این طراحی اجازه داده است که طیف متنوعی از محصولات کشاورزی در زیر پنل‌ها کشت شده و تأثیر سایه‌ی پنل‌ها بر بازدهی آنها بررسی گردد. در کنار تأسیسات، یک منطقه‌ی شاهد (مرجع) نیز با محصول مشابه کشت می‌شود تا امکان مقایسه‌ی نسبی فراهم باشد. گیاهانی چون علف شبدر، کرفس، سیب زمینی، جو و گندم در این مجموعه کاشته و بررسی شده‌اند. در سال‌های 2017 و 2018، افزایش بازدهی زمین بین 60 تا 86 درصد (به واسطه تولید همزمان محصول و انرژی) و همچنین بهبود سازگاری محصول در طی دوره‌های خشک گزارش شده است.
در کنار این تحقیقات، بسیاری از کشاورزان و شرکت‌ها در نقاط مختلف آلمان اقدام به راه‌اندازی تأسیسات اگری‌ولتاییک در ترکیب با محصولات متنوع کرده‌اند. از جمله می‌توان به مزرعه‌ی خصوصی Karthaus با کشت سته (یا بری Berry) و مزرعه‌ی میوه در منطقه‌ی Kressbronn در جنوب آلمان اشاره کرد.

### آمریکا
مطالعه‌ای در دانشگاه ایالتی اورگان تخمین زده است که تبدیل تنها یک درصد از زمین‌های کشاورزی آمریکا به اگری‌ولتاییک نه تنها می‌تواند اهداف توسعه‌ی انرژی تجدیدپذیر این کشور را برآورده کند، بلکه باعث صرفه‌جویی در مصرف آب و ایجاد یک سیستم غذایی پایدار و بلندمدت می‌شود. هم اکنون بزرگ‌ترین پروژه‌ی تحقیقاتی اگری ولتاییک در آمریکا در مزرعه‌ای خورشیدی با ظرفیت نصب شده 1.2 مگاوات در کلورادو درحال انجام است که در آن مؤسسه دولتی آزمایشگاه ملی انرژی تجدید پذیر (NREL) با همکاری دانشگاه‌های ایالتی کلرادو و آریزونا مشغول تحقیق درباره تأثیر اگری‌ولتاییک بر پوشش گیاهی محلی، رشد علوفه‌ی دام و نیز باغبانی علمی هستند.
در تحقیقات دانشگاه اورگان نشان داده شده است که اگری‌ولتاییک بهترین تأثیر را در ترکیب با سبزیجات برگ‌دار مانند کاهو و اسفناج و همچنین با محصولات ریشه‌ای مانند سیب‌زمینی، تربچه، چغندر و هویج دارد؛ هرچند محصولات دیگری نیز از قبیل گوجه فرنگی و انواع فلفل برای مناطق گرم‌تر توصیه شده است. محققان آمریکایی همچنین با به‌کارگیری روش جدیدی از شبیه‌سازی بر اساس اثر خورداقلیم اگری‌ولتاییک بر محصول تحت شرایط اقلیمی و شدت تابش آفتاب در نقاط مختلف جهان، به این نتیجه رسیده‌اند که غرب آمریکا، جنوب آفریقا و خاورمیانه مستعدترین مناطق برای بهره‌مندی حداکثری از فواید اگری‌ولتاییک هستند.

### ایتالیا

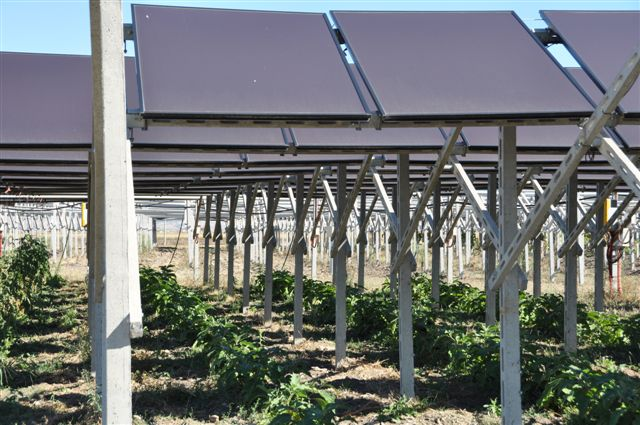
گیاهان باغبانی زیر سیستم اگری‌ولتاییک در نزدیکی Laterza، جنوب ایتالیا

از سال 2009 صفحات خورشیدی بالای تاکستان‌های انگور مزارع شراب در چندین منطقه‌ی ایتالیا نصب شده‌اند که در برخی موارد کاهش جزیی محصول‌دهی گزارش شده است. با این حال تحقیقات دقیق‌تر و بلندمدت‌تری نیاز است تا اثر اگری‌ولتاییک بر تولید انگور (و شراب حاصل از آن) معلوم شود. از آنجا که عمده‌ی تاکستان‌ها به صورت دیم هستند، اگری‌ولتاییک در شرایط گرمایش اقلیمی و افزایش دوره‌های گرم و کم‌بارش می تواند مؤثرتر باشد.
با این‌که تا سال 2012 تقریباً 4 مگاوات از 5 مگاوات اگری‌ولتاییک ثبت‌شده در اروپا در ایتالیا نصب شده بود، روند توسعه‌ی آن به دلیل پاره‌ای مقررات که دست‌بردن در زمین‌های کشاورزی را منع می‌کرد کند شد. اما از سال 2021 و با اصلاح قوانین، پروژه‌های متعددی با حمایت دولتی تعریف شده‌اند که صنایع عمده‌ی ایتالیا در بخش انرژی نیز برای تحقیق و نوآوری در این زمینه در این پروژه‌ها همکاری می‌کنند. طبق برآوردها، هدف‌گذاری ایتالیا در نصب 30 هزار مگاوات انرژی خورشیدی تا سال 2030 با بهره‌گیری از اگری‌ولتاییک روی تنها 0.32 درصد از زمین‌های کشاورزی ایتالیا قابل تحقق است.

### چین
کاربرد اگری‌ولتاییک در چین از حدود سال 2013 آغاز شده است و تاکنون شرکت‌های چینی چندین گیگاوات نیروگاه خورشیدی را با ترکیب کشاورزی و تولید انرژی خورشیدی به شکل گلخانه‌های فتوولتاییک یا تأسیسات روباز راه‌اندازی کرده‌اند. از جمله روش‌های مورد استفاده‌ی شرکت Elion در پروژه‌ی بزرگ مبارزه با بیابان‌زایی در منطقه کوبوچی در شمال‌غرب چین، نصب تأسیسات اگری‌ولتاییک در نقاط مختلف برای محافظت از محصولات کشاورزی و پوشش گیاهی با هدف تثبیت خاک و افزایش علوفه‌ی دام و همزمان تولید برق پاک بوده است. برخی از بزرگ‌ترین شرکت‌های چین در زمینه انرژی‌های تجدیدپذیر و همینطور کشاورزی، پروژه‌های مشترکی برای توسعه‌ی اگری‌ولتاییک آغاز کرده‌اند؛ از جمله همکاری شرکت China Three Gorges (تری گورجز چاینا)، بزرگ‌ترین شرکت توسعه و بهره‌برداری از برق آبی در دنیا، و شرکت Fujian Sunner، از بزرگ‌ترین شرکت‌های پرورش و تولید مرغ در آسیا.

### آفریقا
گرمایش اقلیمی که در سال‌های اخیر با دمای بی‌سابقه‌ی هوا در مناطق مختلف آفریقا همراه بوده و به نگرانی‌ها درباره امنیت غذایی دامن زده است، به اجرای پروژه‌های اگری‌ولتاییک شتاب بخشیده است. طرح‌های متعددی از فاز مطالعاتی تا بهره‌برداری با همکاری مؤسسات خارجی (از جمله اروپایی) و بعضاً حمایت سازمان ملل در کشورهای مختلف آفریقا از جمله مصر، لیبی، الجزایر، مراکش، کنیا، نیجریه، مالی، گامبیا، رواندا و بوتسوانا در حال انجام است که در پاره‌ای موارد، فن‌آوری‌های جانبی جدید از جمله آبیاری هوشمند با استفاده از برق خورشیدی تولید شده در محل را نیز شامل می‌شود.